# Gato calicó
Un gato calicó hace referencia a un tipo de pelaje de gato doméstico (Felis silvestris catus),  que consiste en patrones tricolores, por lo general blanco en gran parte de su cuerpo, con parches anaranjados y negros (estos últimos pueden ser también de tonalidad marrón o gris, similar al del azul ruso). Debido a que la coloración en los gatos calicó está relacionada al cromosoma X, estos gatos son casi siempre hembras, siendo un color relacionado con el cromosoma X materno y otro con el paterno.
Los gatos que presentan la característica calicó son mayoritariamente hembras, que en cada una de sus células tienen dos cromosomas X. En los gatos, el gen para el color naranja está ubicado en el cromosoma X y puede tener un alelo para el color negro. La única forma en que ambos alelos se den juntos y combinados con blanco es que haya dos cromosomas X.

## Historia
El pelaje tricolor característico de los gatos calicós no es única de una raza de gatos, pero ocurre incidentemente en razas que tienen un rango de patrones de colores; el efecto no tiene antecedentes históricos. Sin embargo, la existencia de estos parches en gatos calicós fue investigada hasta cierto punto por Neil B. Todd, en su estudio, determinó que estos parches vienen de a lo largo de varias rutas comerciales entre Europa y el norte de África. La proporción en gatos de tener el gen mutante responsable del pelaje anaranjado en gatos calicós fue rastreado hasta ciudades portuarias del Mediterráneo, en países como España, Francia, Grecia e Italia, varias con origen en Egipto.

## Etimología
El nombre dado a este tipo de pelaje en los gatos proviene del calicó, un tejido hecho a partir de algodón y que originalmente era hecha en la ciudad de Calicut (también llamado Kozhikode), al sudeste de la India. En los Estados Unidos, este tejido siempre era importado de Lancashire, Inglaterra, durante la década de 1780, fue durante este tiempo donde hubo una ‘separación lingüística’, mientras que en Europa se usaba “calicó” para referirse al tejido en sí, en los Estados Unidos, la misma palabra comenzó a ser utilizada para referirse al diseño o el patrón en específico. Fue como la palabra “calicó” comenzó a usarse para referirse a este tipo de pelaje en los gatos, siendo “calicó” considerado un sinónimo de “moteado” o “parecido al calicó”.

## Desarrollo

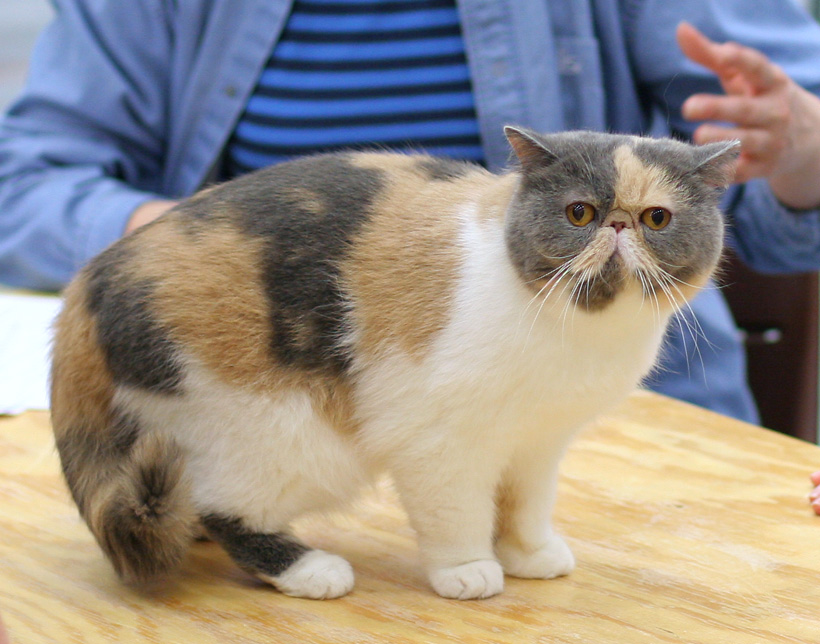
Similar a los carey, el pelaje de los gatos calicós puede tener diferentes tonalidades, en la imagen se muestra un gato exótico con este tipo de pelaje, este con una tonalidad más clara.

Los gatos calicó comparten varias similitudes con los gatos carey, la diferencia siendo la presencia de pelaje blanco en los gatos calicó, teniendo grandes parches de este color en su pelaje, a diferencia de los carey, en donde, aunque también pueden tener pelaje blanco, no es mayoritario; los gatos carey tienen una coloración desordenada entre anaranjado y negro, mientras que los calicó tienen parches más distinguibles y no tan desordenados. El pelaje de un gato carey generalmente ocurre debido a un fenómeno conocido como lionización, siendo este responsable de la coloración desordenada, mientras que en un gato calicó, este pelaje ocurre junto a una enfermedad conocida como piebaldismo, la que causa varias áreas de despigmentación.
En 1948, en un estudio realizado por el médico Murray Barr junto a su graduado universitario, E. G. Bertman, se descubrió extrañas formas, con una forma similar a la pierna de un pollo dentro de los núcleos celulares del sistema nervioso de gatos calicós femeninos, algo que no estaba presente en las mismas células en los machos, posteriormente, estas masas con distintas formas fueron denominadas como corpúsculos de Barr. En 1959, el biólogo coreano–japonés Susumu Ohno determinó que estos cuerpos eran cromosomas X. En 1961, Mary Lyon propuso el concepto de la inactivación del cromosoma X, proceso en el que uno de los dos cromosomas X dentro de una célula de un mamífero femenino es desactivado; en un gato calicó, la mitad de los alelos heredados vienen del padre, mientras que la otra mitad vienen de la madre, estos alelos que determinan el color del pelaje solamente aparecen dentro de los cromosomas X. Es durante la gestación que, dentro de las células, uno de estos cromosomas con un alelo paterno o materno sea desactivado de manera aleatoria.
Una excepción genética que produce un gato calicó macho, esta ocurriendo en 1 de cada 3 000 gatos calicós, es producido por una anomalía cromosómica, en esta, una división entre los cromosomas XY se mantiene incompleta al momento de la fertilización, lo que resulta en el animal teniendo dos cromosomas X y un cromosoma Y. Esta anomalía es conocida como síndrome de Klinefelter, muchos gatos calicós machos suelen padecer de esterilidad y varios problemas físicos.
El pelaje calicó aunque es raro, ciertas razas de gatos suelen presentar con más frecuencia el pelaje, como son el Americano de pelo corto, el Británico de pelo corto, el bobtail japonés, el Maine Coon, el gato manx, el bosque de Noruega, el gato persa, el Scottish Fold, el Siberiano y el Van Turco.

## Cultura popular

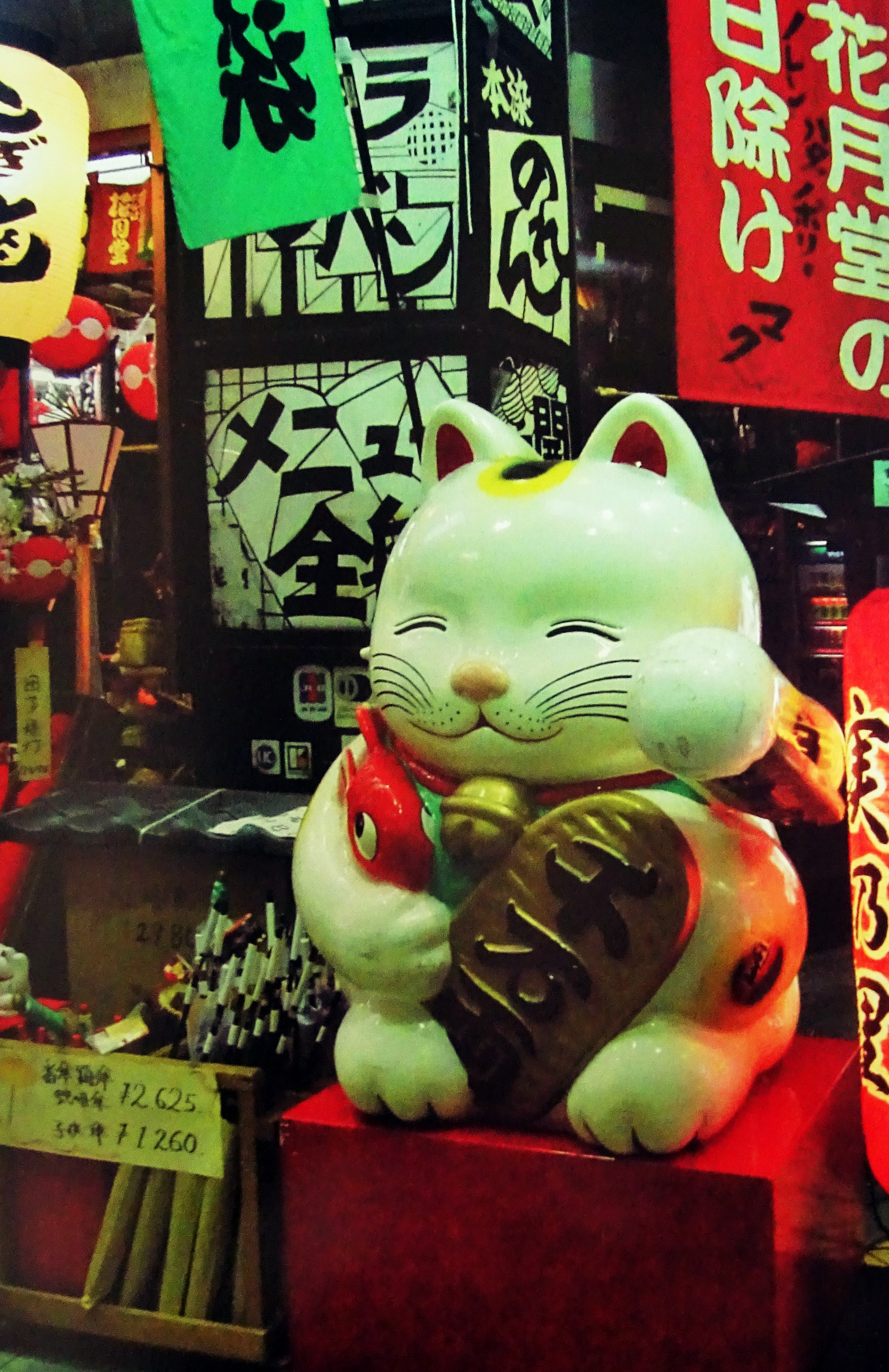
Una de las representaciones de los gatos calicó es con los maneki-neko, figuras de gatos hechas con cerámica muy usadas por vendedores japoneses, esto por la creencia de que los gatos calicós traen buena suerte y riqueza al dueño.

En Japón, los gatos calicó son íconos de buena suerte, riqueza y fertilidad, varios pescadores japoneses suelen llevar a un gato calicó con ellos, ya que se tiene la creencia de que estos los pueden proteger de tormentas, pecios y de fantasmas. Una figura reconocida acerca de la creencia japonesa sobre gatos calicó, es en los maneki-neko (en japonés: 招き猫, lit. 'gato que invita'), unas figuras hechas por lo general de cerámica, inspirados en la forma y pelaje calicó de los bobtail japonés. Originalmente siendo parte de un tipo de cerámica y porcelana originaria de la provincia de Mikawa y vendida en el distrito de Asakusa, tuvo inicios durante el periodo Edo. El origen de la creencia presenta varias hipótesis, una de ellas menciona que un poblador japonés fue “invitado” por un gato a un templo budista abandonado poco tiempo antes de una tormenta, luego de haber sobrevivido a esta, el poblador donó dinero para la reconstrucción del mismo, el cual estuvo bajo propiedad de él y su familia; otra hipótesis da inicio a la creencia durante el shogunato Ashikaga, en esta, un comandante japonés, en desventaja durante una guerra, siguió un camino el cual un gato “lo invitó” a seguir, fue acogido en el templo Jishōin. Al salir de este, la guerra en la que participaba estuvo a su favor. La hipótesis más extendida de cómo inició la relación de la buena suerte y la riqueza con la figura menciona que una mujer anciana tuvo que abandonar a su gato debido a su situación económica, esa misma noche, la mujer fue visitada por su mismo gato en un sueño, el animal mencionó que si ella “creaba un muñeco de él mismo y la consagra, ella iba a recibir buena suerte”.
En Estados Unidos, el gato calicó fue designado como un símbolo estatal del estado de Maryland en 2001, esto por tener los mismos colores que otros de los símbolos estatales, como son la oronpéndola de Baltimore (Icterus galbula), la mariposa Euphydryas phaeton y la Rudbeckia bicolor, todos símbolos del estado por representar los colores de la baronía de Baltimore y a la familia Calvert, misma que diseñó la bandera del estado. En el folclore del país, especialmente en el folclore de los pueblos indígenas nativo estadounidenses, algunas tribus de este pueblo consideran a los gatos calicó como “guardias espirituales”, se cree que estos tienen una conexión con el mundo espiritual y que el poseer uno puede proteger de estos espíritus malignos.
Algunas creencias acerca de los gatos calicó, son compartidas de su similar variante, los gatos carey, una creencia compartida se muestra en el folclore de Inglaterra e Irlanda, en estas, se tiene la creencia de que un gato macho con este pelaje puede “curar” verrugas, esto si se acaricia la cola de uno de estos gatos sobre la misma, siendo más efectivo si se hace en el mes de mayo. En Estados Unidos, del mismo modo que los carey, los gatos calicó suelen ser llamados “gatos del dinero”, ya que poseer uno puede traer buena riqueza a su dueño.